# 무룡중학교
무룡중학교(舞龍中學校)는 대한민국 울산광역시 중구 약사동에 있는 공립 중학교이다.

## 학교 연혁
- 1984년 2월 24일 : 무룡중학교 설립인가
- 1984년 3월 1일 : 제1대 김덕경 교장 취임
- 1984년 3월 5일 : 개교(신입생 499명)
- 1987년 2월 18일 : 제1회 졸업식(졸업생 499명)
- 2024년 9월 1일 : 제19대 김막순 교장 취임
- 2025년 1월 8일 : 제39회 졸업식(졸업생 208명, 누계 16,144명)
- 2025년 3월 4일 : 제42회 입학식(입학생 204명)

## 참고 자료
- 무룡중학교 - 한국교육학술정보원 학교알리미